# Marcos dos Santos Assunção
Marcos dos Santos Assunção (Caieiras, 25 de juliol de 1976) és un futbolista brasiler, que ocupa la posició de migcampista.

## Trajectòria
Comença la seua carrera al Rio Branco Esporte Clube, equip en el qual hi roman dos anys. Llavors fitxa pel Santos FC, amb qui marca tres gols en 33 partits de la Sèrie A. El 1998 marxa al Clube de Regatas do Flamengo.
Les bones actuacions al Flamengo li obrin les portes de l'AS Roma, de la Serie A italiana. La temporada 99/00 juga 21 partits i marca un gol. Durant tres anys seria titular al conjunt romà, equip amb el qual hi guanya l'Scudetto 00/01.
L'agost del 2002 fitxa pel Reial Betis. Des del principi va ser titular, destacant pels seus llançaments de falta (en va marcar dotze durant la seva carrera a Espanya). Va romandre durant cinc temporades al conjunt andalús. Va sobresortir en el període 2004-2006, en el qual el Betis va disputar competicions europees. En total van ser 137 partits i 23 gols com a verd-i-blanc. El juliol del 2006 obté la nacionalitat espanyola.
Després de la seua sortida el 2007, hi juga dos anys als Emirats Àrabs Units, amb els equips de l'Al-Ahli i l'Al-Shabab. El setembre del 2009 retorna al seu país per jugar amb el Grêmio Barueri.
Va jugar també al Figueirense Futebol Clube de la ciutat de Florianópolis.

## Internacional
Va ser internacional amb Brasil en 11 ocasions, en els quals va marcar un gol, davant Rússia en un amistós. Va participar en la Copa d'Or de la Concacaf.

## Títols
- Série A italiana: 00/01
- Supercopa italiana: 2001
- Copa del Rei: 2005

## Curiositats
- És cosí del també futbolista Marcos Senna.[3]